# 壬苯醇醚
壬苯醇醚是一種非離子性的表面活性剂，常用來作為清洁剂、乳化劑、表面活性劑及消泡剂。其中最常提及的化合物壬苯醇醚-9是殺精劑，是陰道用泡沫及乳霜的成份之一。在實驗室中對實驗動物注射壬苯醇醚，發現可以代謝為壬基酚。Arkopal-N60中平均有六個乙二醇單位，也是相關的表面活性劑。

## 製備
壬苯醇醚可以由烷基酚的乙氧基化而成。其反應物壬基酚可以由酚和壬烯混合後反應而得。

## 有關毒性的議題
自1990年起開始關注壬苯醇醚對環境的影響。此表面活性劑有輕微到中等程度的雌激素功能，因此在歐洲這類的清潔劑已在限制使用在清潔下水道的產品中，美國的清潔劑廠商也不使用這類的化合物。
2011年針對美國十四種品牌的衣物調查，包括愛迪達、優衣庫、卡爾文·克雷恩、H&M、Abercrombie & Fitch、拉科斯特、 Converse、Ralph Lauren等 ，結果發現有殘餘的壬基酚聚氧乙烯醚。